# ألدو انغولا
ألدو انغولا (4 مايو 1981 بلو هافر في فرنسا - ) (بالفرنسية: Aldo Angoula) هو لاعب كرة قدم فرنسي في مركز الدفاع. لعب مع نادي إيفيان ونادي بولون وFUSC Bois-Guillaume ‏.

## وصلات خارجية
- ألدو انغولا على موقع قاعدة بيانات كرة القدم.إي يو (الإنجليزية)
- ألدو انغولا على موقع Soccerway.com (الإنجليزية)
- ألدو انغولا على موقع AS.com (الإسبانية)